# Nuova Siberia
L'isola di Novaja Sibir' o Nuova Siberia (in russo Новая Сибирь) è la più orientale delle isole Anžu che a loro volta sono un sottogruppo settentrionale delle isole della Nuova Siberia. L'isola si trova nel mare della Siberia Orientale (Oceano Artico), la sua area è di 6.201 km² e questo la porta ad essere la 102ª nella lista di isole più grandi del mondo.
Amministrativamente fa parte del Bulunskij ulus del territorio della Repubblica federale russa della Sacha-Jacuzia, nel Circondario federale dell'Estremo Oriente, (Siberia orientale).
Si tratta di un'isola relativamente piatta e bassa sul livello del mare (raggiunge i 76 metri alla massima altezza) e ospita una vegetazione classica della tundra.

## Storia
Yakov Sannikov è stato il primo europeo a noi noto ad aver messo piede nell'Isola di Nuova Siberia nel 1806.